# Jonathan Paget
Jonathan Paget (n. 17 noiembrie 1983, Warkworth⁠(d), Auckland Region⁠(d), Noua Zeelandă) este un călăreț ce a reprezentat Noua Zeelandă, medaliat olimpic. A participat la 2 ediții ale Jocurilor Olimpice (2012, 2016) în care a câștigat o medalie de bronz.